# 그레이터 네바다 필드
그레이터 네바다 필드(Greater Nevada Field)은 미국의 경기장이다. 네바다주 리노에 위치하고 있으며 USL 리노 1868 FC와 마이너 리그 베이스볼 트리플A 퍼시픽 코스트 리그 리노 에이시스의 홈 경기장이다.